# Шихі Шериф
Шихі Шериф (Cherif Chikhi) (1951) — алжирський дипломат. Надзвичайний і Повноважний Посол Алжирської Народної Демократичної Республіки в Києві (Україна).

## Біографія
Народився у 1951 році. У 1976 закінчив Національну школу адміністрації, дипломатичне відділення; володіє англійською та французькою мовами.
З 1976 по 1979 — працівник МЗС Алжиру.
З 1980 по 1981 — керівник відділу генерального управління консульських справ МЗС Алжиру.
З 1981 по 1984 — перший секретар Посольства Алжиру в Мозамбіці.
З 1984 по 1988 — радник Посольства Алжиру в США.
З 1989 по 1993 — заступник начальника управління МЗС Алжиру.
З 1993 по 1995 — радник-посланник Посольства Алжиру у Великій Британії.
З 1996 по 1997 — уповноважений з питань дослідження та синтезу при повноважному міністрі з питань співробітництва і у справах країн Магрибу.
З 1997 по 2004 — Надзвичайний і Повноважний Посол Алжирської Народної Демократичної Республіки в Києві (Україна).
Надзвичайний і Повноважний Посол Алжирської Народної Демократичної Республіки у В'єтнамі.